# Adrianna Seniów
Adrianna Weronika Seniów – polska językoznawczyni, doktor habilitowany nauk humanistycznych, adiunkt i dyrektor Instytutu Językoznawstwa Uniwersytetu Szczecińskiego.

## Życiorys
W 2001 roku na Wydziale Humanistycznym Uniwersytetu Szczecińskiego uzyskała tytuł magistra filologii polskiej w zakresie specjalności nauczycielskiej na podstawie pracy Rzeczowniki z przyrostkiem -ość w „Leksykonie łacińsko-polskim”. 13 maja 2010 obroniła pracę doktorską Językowa kreacja świata kobiet w wybranych powieściach Elizy Orzeszkowej, 18 maja 2017 habilitowała się na podstawie pracy zatytułowanej Słownictwo psychologiczne we współczesnej polszczyźnie ogólnej. Została zatrudniona na stanowisku profesora Instytutu Językoznawstwa Uniwersytetu Szczecińskiego.
Była dyrektorem Instytutu Językoznawstwa oraz prodziekanem i dziekanem na Wydziale Filologicznym Uniwersytetu Szczecińskiego.